# Joshua Coppins
Joshua Coppins, né le 11 mars 1977 à Motueka, est un pilote de motocross néo-zélandais.
Pilote toujours classé dans les premiers rangs du MX1, il a été le principal adversaire de Mickaël Pichon lors de son second titre. Gravement blessé en 2003, il est enfin revenu à son meilleur niveau. 

## Palmarès
- plusieurs victoires en MX1 dont une au Grand Prix de France sur le circuit du Puy de Poursay à Saint-Jean-d'Angély